# Celestus orobius
Celestus orobius е вид влечуго от семейство Слепоци (Anguidae).

## Разпространение и местообитание
Този вид е разпространен в Коста Рика.
Обитава гористи местности, планини, възвишения и склонове.